# Cvrčov
Cvrčov je severní část obce Lobodice v okrese Přerov. V roce 2009 zde bylo evidováno 7 adres. V roce 2001 zde trvale žilo 34 obyvatel.
Cvrčov leží v katastrálním území Lobodice o výměře 7,19 km2.